# ハリウッド/ハイランド駅
ハリウッド/ハイランド駅（Hollywood/Highland）は、アメリカ合衆国カリフォルニア州ロサンゼルス市ハリウッドにあるロサンゼルス郡都市圏交通局B線の駅である。アカデミー賞授賞式の際はテロ対策のため、当駅は閉鎖される。

## 駅構造
島式ホーム1面2線の地下駅。120台収容できる駐車場が併設されている。

## 駅周辺
- ハリウッド&ハイランドセンター
- ドルビー・シアター

### 路線バス
メトロ・サービス
- メトロ・ローカル：156・210・212・217・222・312・656
- メトロ・ラピッド：780

他の事業者
- LADOT DASH：ハリウッド, ハリウッド/ウェスト・ハリウッド

## 歴史
- 2000年6月24日- 開業。

## 隣の駅
ロサンゼルス郡都市圏交通局
■B線
ハリウッド/バイン駅 - ハリウッド/ハイランド駅 - ユニバーサルシティ駅